# ازیلال
ازیلال (به فرانسوی: Azilal) یک شهرک در مراکش است که در استان ازیلال واقع شده‌است. ازیلال ۳۰٬۰۰۰ نفر جمعیت دارد.